# Henri-Léonard Bertin

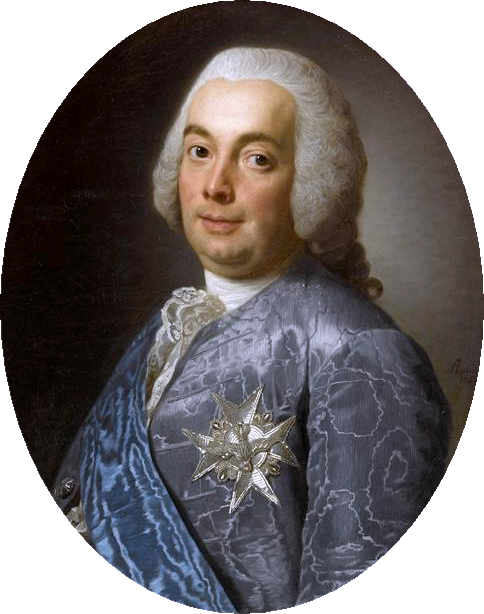
Henri-Léonard Bertin, Ölgemälde des schwedischen Porträtmalers Alexander Roslin (dritte Hälfte achtzehntes Jahrhundert).

Henri-Léonard-Jean-Baptiste Bertin (* 24. März 1720 in Périgueux; † 16. September 1792 in Spa) war ein französischer Staatsmann und in den letzten drei Jahren des Siebenjährigen Krieges Generalkontrolleur der Finanzen unter Ludwig XV. Nach Kriegsende im Jahr 1763 trat Bertin von diesem Amt zurück und stand bis 1780 einem eigens für ihn geschaffenen Staatsministerium, dem petit ministère („kleines Ministerium“), vor. Anschließend zog er sich auf ein Landgut bei Chatou zurück, wo er landwirtschaftliche Versuche – insbesondere zum Anbau von Kartoffeln – durchführen ließ. Zwei Jahre nach Ausbruch der Französischen Revolution emigrierte Bertin nach Aachen und starb 1792 während eines Aufenthalts im belgischen Heilbad Spa.

## Leben
Henri-Léonard Bertin entstammte einer Familie des französischen Amtsadels aus dem Périgord im Südwesten Frankreichs. Nach einer Ausbildung an einer Jesuitenschule war er ab 1741 als Anwalt in Bordeaux tätig. Als Protegé des Generalkontrolleurs der Finanzen Philibert Orry und des Kanzlers Henri François d’Aguesseau folgte er seinem Vater 1745 im Amt eines Maître des requêtes nach. Im Jahr 1749 übte er das Amt eines Vorsitzenden des Grand Conseil aus und war im Rahmen dieser Tätigkeit an dem Freispruch La Bourdonnais’ beteiligt. Ab 1749 war Bertin Intendant der Provinz Roussillon, ab 1754 Intendant des Lyonnais. Zwischen 1757 und 1759 war er als Lieutenant général de la police für die Polizei von Paris zuständig.
Im Oktober 1759 wurde Bertin auf Betreiben der Marquise de Pompadour als Nachfolger von Étienne de Silhouette zum Generalkontrolleur der Finanzen berufen. Die Finanzlage des französischen Staates war durch den Siebenjährigen Krieg äußerst angespannt und Bertin versuchte das Problem durch die Aufnahme von Staatsanleihen und die Einführung neuer Abgaben zu lösen. Insbesondere die Schaffung neuer Steuern brachte ihm den Widerstand des Parlement de Paris und einiger Provinzen ein, was schließlich dazu führte, dass er im Jahr 1763 von seinem Amt zurücktrat.
Da er sich das Vertrauen Ludwigs XV. und die Sympathien der Marquise de Pompadour erworben hatte, schuf Ludwig am 14. Dezember 1763 ein eigens auf Bertin zugeschnittenes neues Staatsministerium. In dieser Funktion verfügte Bertin über ein buntes Sammelsurium an Zuständigkeiten: unter anderem war er für die Französische Ostindienkompanie, die Porzellanmanufakturen, für den Bereich der Landwirtschaft, das öffentliche Verkehrswesen, den Kanalbau sowie für die staatlichen Lotterien und Archive verantwortlich. Aus Mangel an einer geeigneteren Bezeichnung wurde Bertins Ministerium mit „Abteilung des Monsieur Bertin“ (département de Monsieur Bertin) betitelt; in Hofkreisen nannte man es „kleines Ministerium“ (petit ministère).
Bis zum Regierungsantritt Ludwigs XVI. spielte Bertin eine große Rolle am französischen Hof, wenngleich ihm die politischen Mittel fehlten, seine Vorstellungen auf dem Gebiet der Finanzen durchzusetzen. Besonderes Augenmerk legte Bertin auf die Bereiche der Landwirtschaft und des Bergbaus. In seine Amtszeit fallen die Gründung der ersten tiermedizinischen Schulen Frankreichs (gemeinsam mit Claude Bourgelat), die Schaffung einer Reihe von Gesellschaften zur Förderung der Landwirtschaft und die Einrichtung einer Bergbauschule in Paris. Für seine Verdienste erhielt er die Ehrenmitgliedschaften der Académie des sciences (1761) und der Académie des Inscriptions et Belles-Lettres (1772).
Im Jahr 1780 trat Bertin von seinem Ämtern zurück und zog sich auf ein bereits 1762 erworbenes Landgut bei Chatou zurück. Hier widmete er sich insbesondere dem Anbau von Kartoffeln, zu deren Befürwortern er gemeinsam mit Antoine Parmentier gehörte. Darüber hinaus legte er umfangreiche Zier- und Gemüsegärten an, für die er ein komplexes Bewässerungssystem entwickelte. Seinen Freund, den Architekten Jacques-Germain Soufflot beauftragte er mit Bauplänen für ein Nymphäum und mit der Konstruktion eines neuen Schlosses (zur Abgrenzung vom alten Schloss der Herren von Chatou Château Neuf genannt).
Zwei Jahre nach Ausbruch der Französischen Revolution emigrierte Bertin nach Aachen und starb 1792 während eines Aufenthalts im belgischen Heilbad Spa.